# Баджорці
Баджо́рці (англ. Bajoran) — вигадана інопланетна цивілізація гуманоїдів у всесвіті науково-фантастичної франшизи «Зоряний шлях». Цивілізація баджорців мешкає головним чином на планеті Баджор в квадранті α та є кандидатом на входження до Об'єднаної Федерації Планет.

## Фізіологія
Зовні баджорці нагадують людей. Найбільш помітна відмінність — 4-7 поперечних складок на переніссі. Внутрішня будова також схожа на людську, хоча є й відмінності. Наприклад, серце баджорців на відміну від людського має не вертикальну, а горизонтальну симетрію, тому, отримавши пошкодження нижнього шлуночка серця, баджорець може померти.
Тривалість життя баджорців більша аніж у людей, але вони поступаються в цьому вулканцям, ель-ауріанам і аксанарцям. За часів Кардассіанської окупації середня тривалість життя баджорців становила 78 років, але після звільнення збільшилася до 137 років, хоча хроніки зберігають імена довгожителів віком у 165 років.
З огляду на те, що Баджор — планета з досить високою силою тяжіння, баджорці мають більш укріплену кісткову структуру і міцнішу будову порівняно з землянами(в цьому вони схожі з вулканцями). Рукопашні сутички, в яких брали участь баджорці, показали, що найбільш вразливою частиною їх тіла є грудна клітка.
Баджорські жінки виношують дітей протягом п'яти місяців. Мати і дитина з'єднані мережею кровоносних судин («поліплацента», моноплацента, як наприклад у землянок або вулканок, у баджорок не формується). Під час вагітності у баджорських жінок часто розвивається синдром безконтрольного чхання. Це безпечний, але неприємний симптом, що не піддається лікуванню. У вагітних баджорок часто набрякають ноги, що ріднить їх з земними жінками.

## Історія
Баджорці — одна з найдавніших рас α-квадранта, що неодноразово процвітала й занепадала на рідній планеті ще 500 тис. років тому. З найдавніших відомих часів цивілізація баджорців знала математику, філософію, мала розвинуте мистецтво. Близько 10 тис. років тому баджорці відшукали на своїй планеті артефакти істот з інших вимірів — Пророків, котрі насилали видіння майбутнього. В XVI столітті баджорці вийшли в космос і почали тривалу епоху досліджень космосу.
Союз кардасіанців захопив Баджор в 2328, але баджорці вели партизанські війни за звільнення, деякі покинули рідну планету, осівши по всій галактиці. Після тривалої боротьби кардасіанці змусили загарбників відступити і врешті повернули Баджор у 2369. Тоді ж біля Баджора було відкрито єдину відому в галактиці стабільну кротовину, що зробило Баджор важливим центром політики й торгівлі. Після здобуття незалежності баджорці спочатку хотіли вступити до Об'єднаної Федерації Планет, але потім відмовились, боячись за свій важко здобутий мир. Ними однак була створена космічна станція «Терок-Нор» (Глибокий космос 9), де служили люди й баджорці.
У 2373, з початком війни між Федерацією та Домініоном, баджорці проголосили нейтралітет, але в 2374, коли Домініон захопив «Терок-Нор», виступили на боці Федерації. Після допомоги Федерації в 2375 баджорці знову подали заявку на вступ до Федерації.